# M55 203mm自走榴弾砲
M55 203mm自走榴弾砲(英語: M55 self propelled howitzer)は、アメリカ合衆国の自走式榴弾砲。ベースはM53 155mm自走カノン砲である。

## 概要
製造が開始されたのは1950年代のことである。
旋回角左右30°の203.2mm榴弾砲を搭載しており、弾薬は10発備えている。発射速度は1発につき2分であり、最大射程は16,916m、装甲は最大25mmである。
M55はM53にM47パットン戦車を流用して製造された。しかし、エンジンが車体前方に搭載されたり、予備履帯が砲塔正面に格納されたりと大幅な変更がなされている。
ベトナム戦争に動員されたが、その後アメリカ陸軍から退役した。